# Hakenberg (Fehrbellin)
Hakenberg ist ein Ortsteil der Gemeinde Fehrbellin im Landkreis Ostprignitz-Ruppin (Brandenburg). Er liegt im Ländchen Bellin sechs Kilometer südöstlich von Fehrbellin an der Straße nach Linum.

## Geschichte
Hakenberg wurde erstmals 1249 urkundlich erwähnt. Es liegt am Pilgerweg Berlin–Wilsnack, der seit dem Ende des 14. Jahrhunderts begangen wurde.
Am 28. Juni 1675 (18. Juni nach julianischem Kalender) fand nahe Hakenberg die Schlacht bei Fehrbellin statt. 1879  wurde dort, wo sich während der Schlacht die Geschützstellung der Brandenburger befand, eine Siegessäule fertiggestellt. Die Schlacht ging als „Gründungsschlacht Preussens“ in die Geschichte ein.

### Eingemeindung
Hakenberg wurde am 26. Oktober 2003 nach Fehrbellin eingemeindet.

## Sehenswürdigkeiten
- Kleines Denkmal (1800 auf Initiative des Friedrich Eberhard von Rochow, „Erbherr auf Reckahn“ erbaut; jedoch bald verfallen), das dort an der Landstraße (Flurstück Auf dem Lehmberge) steht, wo die schwedische Kampflinie durchbrochen wurde. Nach Sammlungen notwendiger Geldmittel veranlasste der Kriegerverein Fehrbellin und Umgebung die Erneuerung des Vasenpostamentes. Die Weihe des Denkmals fand am 23. August 1857 statt. Das Denkmal wurde 2002 erneuert.
- Neues Denkmal für die Schlacht bei Fehrbellin: 1875–79 erbaut, 36 m hoch, gekrönt von einer Bronzeviktoria (vgl. Berliner Siegessäule), die nach einem Entwurf von Christian Daniel Rauch entstand.
- Kugelsammlung aus der Schlacht bei Fehrbellin in der Hakenberger Dorfkirche.
- Unweit des Ortes findet man am Alten Rhin auch die Schleuse Hakenberg, die in der Zeit des Torfabbaus im Rhinluch große Bedeutung für den Torftransport über die Ruppiner Wasserstraße nach Berlin hatte.

## Bilder

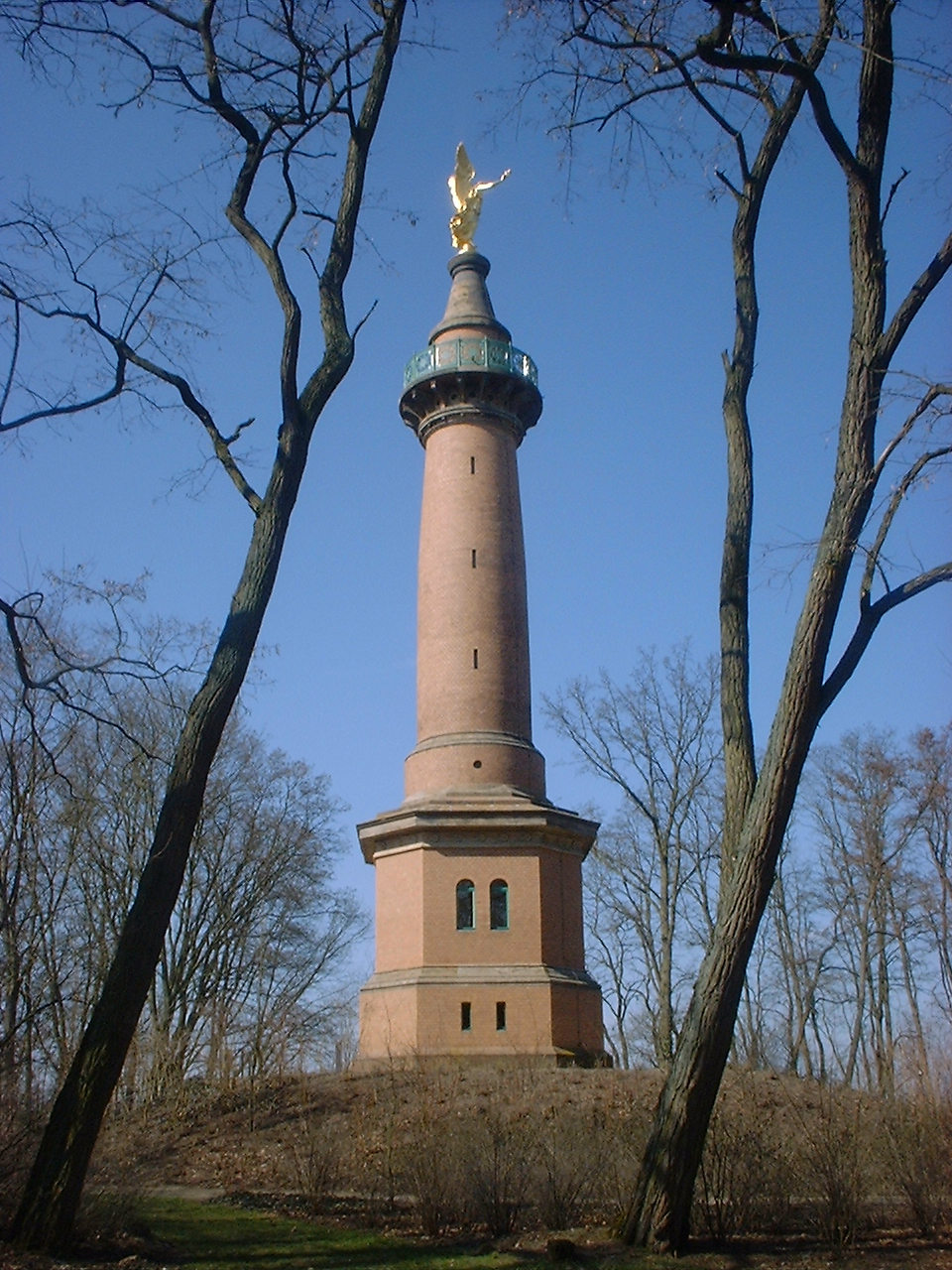
Siegessäule
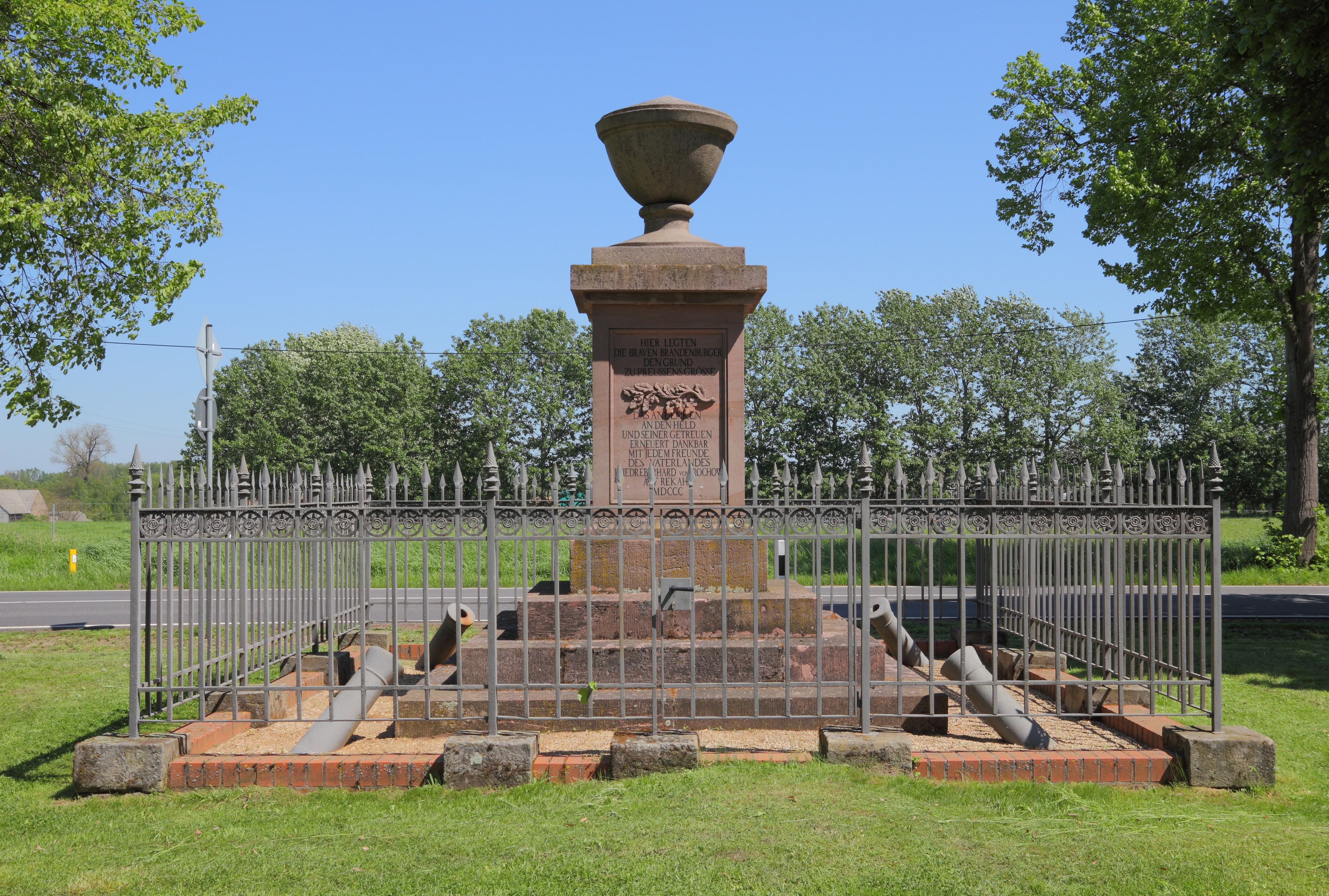
Kleines Denkmal
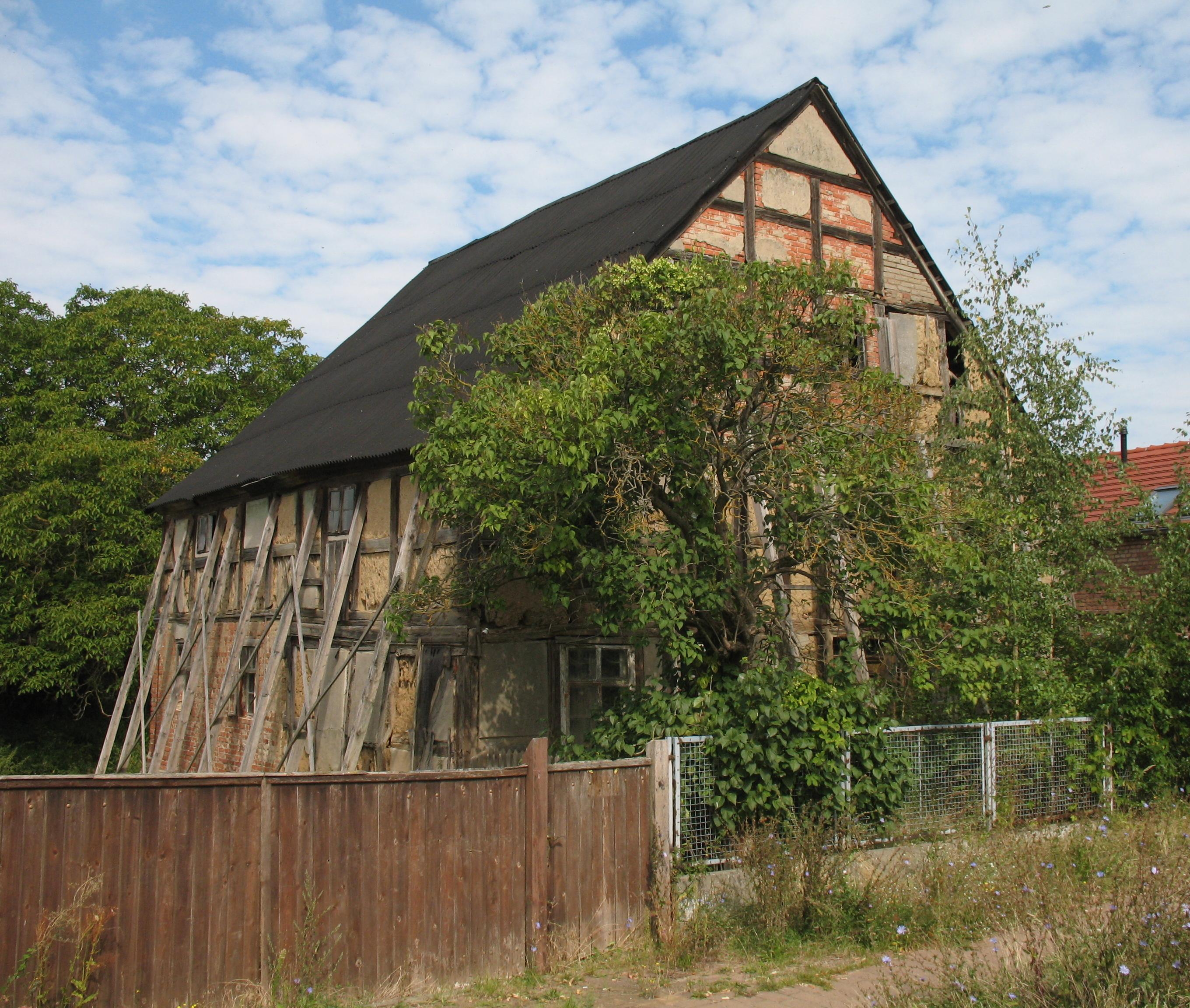
Dorfstr. 41 (abgerissen)
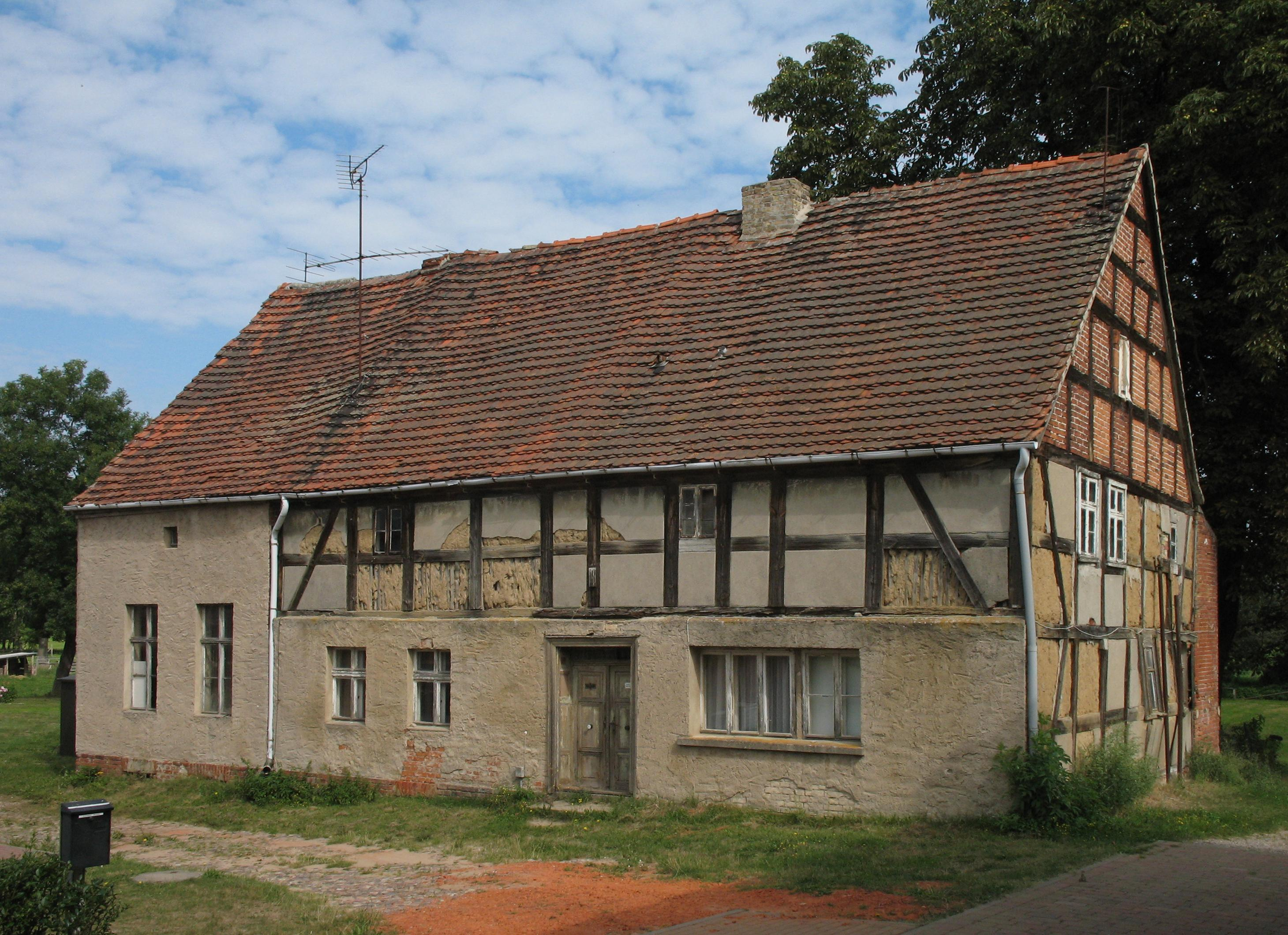
Dorfstr. 44
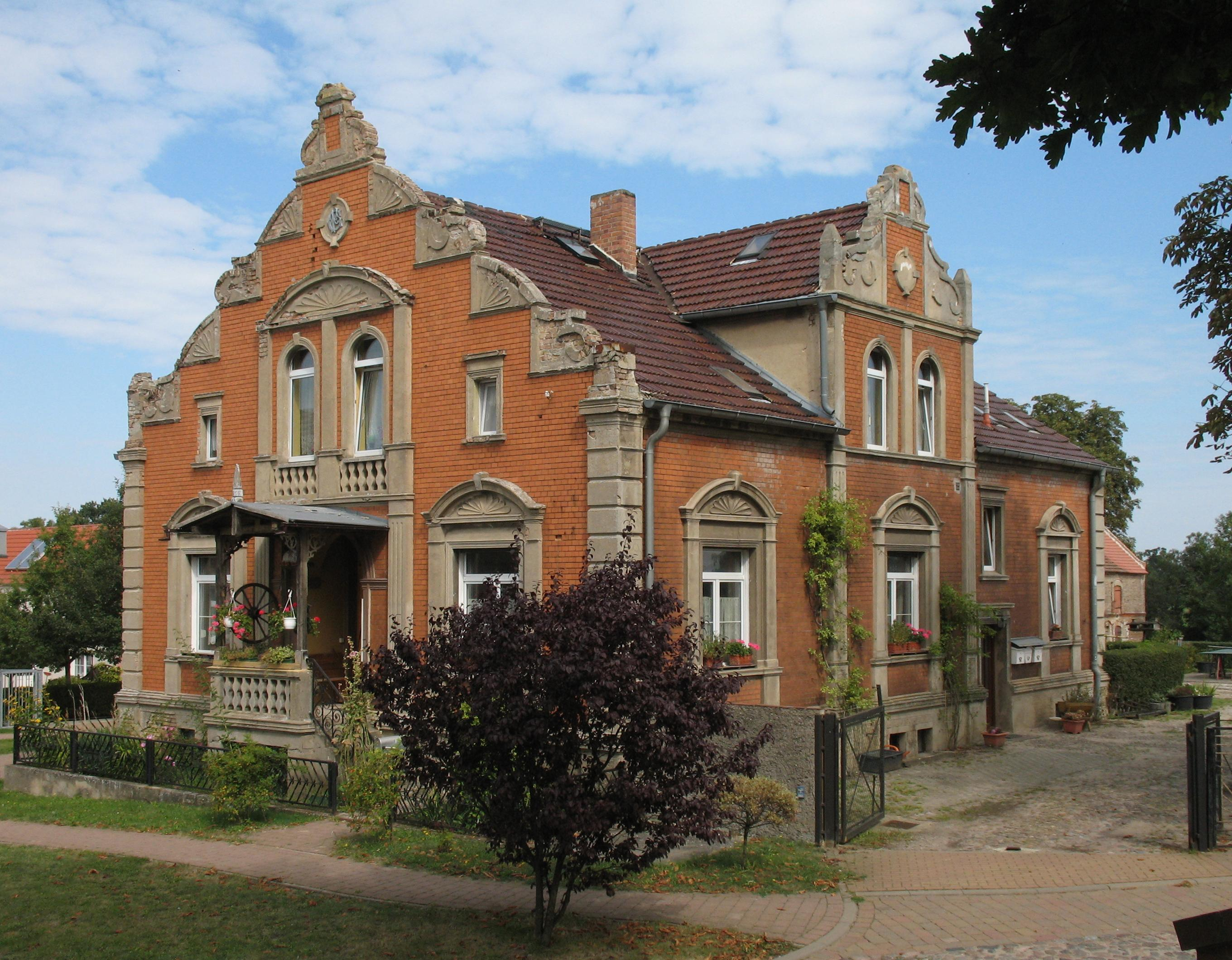
Dorfstr. 46